# De avonturen van Jo, Suus en Jokko
De avonturen van Jo, Suus en Jokko (Frans: Les aventures de Jo, Zette et Jocko) is een stripreeks van de Belgische scenarist en striptekenaar Hergé (1907-1983), die hij tekende in opdracht van het Franse jeugdtijdschrift Cœurs Vaillants. De stripreeks draait rond de familie Legrand, afkomstig uit Frankrijk. De reden dat de strip draait om een Franse familie en niet om een Belgische - het thuisland van Hergé - is omdat de opdrachtgever Frans was.

## Ontstaan van de stripreeks
Cœurs Vaillants wilde een alternatief voor De avonturen van Kuifje. Het hoofdpersonage in deze stripreeks, Kuifje, wordt namelijk niet omgeven door een gezin. Cœurs Vaillants zag dit liever anders en vroeg Hergé om een min of meer vergelijkbare stripreeks rond een gezin met een werkende vader en moeder, met een zoon en dochter. In tegenstelling tot de andere stripreeksen van Hergé is De avonturen van Jo, Suus en Jokko dus niet organisch gegroeid, maar ontstaan op bestelling. Hergé heeft zich naar eigen zeggen nooit helemaal thuis gevoeld in deze opdracht.
De reeks omvat drie verhalen, verdeeld over vijf albums. Het repertoire is dus beperkt. De reden is de ingeperkte artistieke vrijheid die Hergé kreeg vanwege de opgelegde beperking van een gezinsformat.

## Personages
Jo LegrandJo is de zoon in het gezin Legrand. Hij draagt meestal een rode polo en een zwarte korte broek.
Suus LegrandSuus is de dochter van het gezin. Meestal draagt ze een blauw kleedje met bretellen en een witte blouse. In haar zwart haar heeft ze twee staartjes, die zijn vastgeknoopt met rode lintjes. Uit een radio-oproep in het verhaal Het testament van Mr. Pump blijkt dat Suus 11 jaar oud is en 1,27 meter lang.
JokkoJokko is een getemde chimpansee. Hij is het huisdier van Jo en Suus. Net zoals Kuifjes hond Bobbie haalt Jokko heel wat stommiteiten uit, al kan hij ook heldhaftig uit de hoek komen.
Jacques LegrandJacques is de vader van het gezin. Hij is ingenieur bij de SAFCA, de Société Anonyme Française de Constructions Aéronautiques. Professioneel lijkt hij van alle markten thuis; doorheen de verhalen ontwerpt hij zowel een stratosfeervliegtuig als een hangbrug.
Sylvie LegrandSylvie is de moeder van het gezin. Van de vier gezinsleden blijft zij het meest op de achtergrond.

## Publicaties
De avonturen van Jo, Suus en Jokko was van oorsprong Franstalig. Vanaf 1936 werd de stripreeks in die taal gepubliceerd in het Franse jeugdtijdschrift Cœurs Vaillants en met een paar maanden achterstand in het Belgische Franstalige jeugdtijdschrift Le Petit Vingtième. De publicatie in Cœurs Vaillants was in twee kleuren: rood en zwart. De publicatie van het derde verhaal De Najavallei werd in september 1939 halverwege het verhaal afgebroken. Op 24 september 1939 verscheen een berichtje in Cœurs Vaillants waarin werd gemeld dat de vader van Jo en Suus was gemobiliseerd, dat de maharadja van Gopal zich bij het Engelse leger wilde aansluiten en dat het moeilijk was de communicatie met India voort te zetten. Het verhaal kreeg pas een vervolg op 30 december 1953 in het weekblad Kuifje. De eerste 25 van de in totaal 52 platen waren getekend door Hergé. De rest werd afgemaakt door de Fransman Jacques Martin, die in die tijd als striptekenaar werkzaam was voor Studios Hergé. Het scenario van dit tweede deel werd geschreven door Hergé en Martin samen, maar het was Martin die tekende. Zowel de uitgever van het album, Casterman, als Hergé wilden niet dat Martin als coauteur vermeld werd. Dat is ook niet gebeurd.
Ondanks plannen eind jaren 30, werden de verhalen pas tussen 1951 en 1957 voor het eerst gepubliceerd in albums, uitgegeven door Casterman.
De verhalen verschenen in de Nederlandstalige versie van het weekblad Kuifje als De avonturen van Jo, Jetje en Jokko van 1947 tot 1953. Suus heette dus aanvankelijk Jetje.

## Verhalen

### Overzicht
| Nummer | Verhaaltitel                                            | Albumtitel                                                              | Prépublicatie | Album-publicatie | Album-nummer |
| V1     | Het mysterie van straal V (Frans: Rayon du Mystère      | De "Manitoba" antwoordt niet meer (Frans: Le "Manitoba" ne répond plus) | Coeurs Vaillant 1936-3 t/m 1936-38, 19 januari 1936 t/m 20 september 1936                                        | Casterman, 1952  | 3            |
| V1     | Het mysterie van straal V (Frans: Rayon du Mystère      | De uitbarsting van de Karamako (Frans: L'Éruption du Karamako)          | Coeurs Vaillant 1936-39 t/m 1937-25, 27 september 1936 t/m 25 juni 1937                                          | Casterman, 1952  | 4            |
| V2     | Stratokruiser H. 22 (Frans: Le Stratonef H.22)          | Het testament van Mr. Pump (Frans: Le Testament de M. Pump)             | Coeurs Vaillant 1937-27 t/m 1938-18, 4 juli 1937 t/m 1 mei 1938                                                  | Casterman, 1951  | 1            |
| V2     | Stratokruiser H. 22 (Frans: Le Stratonef H.22)          | Bestemming New York (Frans: Destination New-York)                       | Coeurs Vaillant 1938-18 t/m 1939-7, 1 mei 1938 t/m 12 februari 1939                                              | Casterman, 1951  | 2            |
| V3     | De Najavalei (Frans: Jo et Zette au pays du Maharadjah) | De Najavalei (Frans: La Vallée des Cobras                               | Coeurs Vaillant 1939-15 t/m 1939-38, 9 april 1939 t/m 17 september 1939 (de prépublicatie is halverwege gestopt) | Casterman, 1957  | 5            |

### Samenvatting

#### Stratokruiser H. 22

##### 1.Het testament van Mr. Pump
De originele titel van dit eerste album is Le Testament de Monsieur Pump. Het werd gepubliceerd in 1951. Dit album is de eerste episode van het tweeluik Stratokruiser H. 22.
Als de op snelheid beluste Amerikaanse miljonair John Archibald Pump sterft in een verkeersongeval, blijkt uit zijn testament dat hij zijn fortuin nalaat aan degene die tegen uiterlijk één jaar na zijn overlijden een vlucht maakt van Parijs naar New York aan een gemiddelde snelheid van 1000 kilometer per uur. Indien er niemand is die dit lukt, gaat de erfenis naar Pumps neven William en Fred Stockrise. Er ontstaat al gauw een wedloop tussen verschillende bedrijven om als eerste een stratosfeervliegtuig te bouwen, om zo de gemiddelde snelheid van 1000 km/h te kunnen halen en zo de erfenis in de wacht te slepen. Ook de SAFCA, het bedrijf waar Jaques Legrand werkt als ingenieur, doet mee. Fred Stockrise, die er alles aan is gelegen om zelf de erfenis te krijgen, besluit de werkzaamheden van de SAFCA te saboteren.

##### 2.Bestemming New York
De originele titel van dit album is Destination New York. Het werd gepubliceerd in 1952. Dit album is de tweede episode van het tweeluik Stratokruiser H. 22.
Wanneer de hangar met het stratosfeervliegtuig erin dreigt te worden gebombardeerd, redden Jo, Suus en Jokko het vliegtuig door ermee op te stijgen. Boven de wolken verdwalen ze echter. Zo komen ze terecht op een klein eiland in de zee. In hun tocht terug naar huis passeert het drietal de Noordpool, waar het heel wat avonturen beleeft. Vervolgens arriveren ze in Frankrijk. De sabotagepogingen houden evenwel niet op en de tijd dringt. De termijn van één jaar loopt namelijk bijna ten einde.

#### Het mysterie van straal V

##### 3.De "Manitoba" antwoordt niet meer
De originele titel van dit album is Le "Manitoba" ne répond plus. Het werd gepubliceerd in 1952. Dit album is de eerste episode van het tweeluik Het mysterie van straal V.
Op de trans-Atlantische oceaanlijner Manitoba vallen alle passagiers plots in slaap, en dat op klaarlichte dag. Als de opvarenden wakker worden, blijkt dat ze bestolen zijn. Op dat moment zijn Jo, Suus en Jokko aan het spelen op het strand. Ze varen met een sloep de zee op, maar verdwalen. Later worden ze wakker in de onderzeese basis van een gekke wetenschapper. Die blijkt niet van plan om hen nog te laten gaan; hij wil de zielen van de kinderen namelijk gebruiken om zijn eigen uitvinding, een robot, tot leven te wekken. Jo, Suus en Jokko kunnen ontsnappen met een amfibietank. Daarmee zijn ze nog niet in veiligheid. De gekke professor zit hen namelijk op de hielen.

##### 4.De uitbarsting van de Karamako
De originele titel van dit album is L’Éruption du Karamako. Het werd gepubliceerd in 1952. Dit album is de tweede episode van het tweeluik Het mysterie van straal V.
Met hun amfibietank komen Jo, Suus en Jokko aan op een eiland. Daar krijgen ze te maken met de inheemse bevolking, kannibalen, de handlangers van de gekke professor en ook met een vulkaanuitbarsting. Het drietal kan worden gered, maar beleeft nog spannende momenten als men het raadsel van de diefstal op de Manitoba probeert op te lossen. Uiteindelijk vernietigt de professor de onderzeese basis en komt daarbij zelf om het leven.

#### De Najavallei

##### 5.De Najavallei
De originele titel van dit album is La Vallée des cobras. Het werd gepubliceerd in 1957.
De maharadja van Gopal ontmoet per toeval de familie Legrand tijdens een skivakantie. Na enkele misverstanden met Jo en Suus komt hij in contact met vader Jacques Legrand, die ingenieur is. De excentrieke maharadja vraagt hem om een hangbrug te bouwen in zijn thuisland Gopal, een onafhankelijke staat in de Himalaya. De corrupte eerste minister Ramahjuni en de slechte fakir Rabindah doen er echter alles aan om dit te dwarsbomen.

## Verwijzingen vanuit en naarDe avonturen van Kuifje
In Het testament van Mr. Pump toont men de woonkamer van de familie Legrand, waar een portret hangt van kapitein Haddock.
In De uitbarsting van de Karamako wordt Suus overstelpt door journalisten. Een van hen zegt dat hij de directeur is van Cosmos Pictures. Kuifje maakt in het album De sigaren van de farao voor het eerst kennis met Roberto Rastapopoulos, die op dat moment directeur is van de filmmaatschappij Cosmos Pictures.
In De Najavallei is de maharadja van Gopal een van de hoofdpersonages. Bianca Castafiore vertelt in De juwelen van Bianca Castafiore over de pers, die haar eens koppelde aan dezelfde maharadja van Gopal.